# کنین
کْنین (به کرواتی: Knin) شهری در ایالت شیبنیک-کنین کشور کرواسی است که جمعیت آن در سال ۲۰۱۱ میلادی ۱۴٬۸۰۲ نفر بوده‌است.